# Skoupý (Mlečice)
Skoupý je malá vesnice, část obce Mlečice v okrese Rokycany v Plzeňském kraji. Nachází se asi tři kilometry jihozápadně od Mlečic. V roce 2011 zde trvale žilo 32 obyvatel.
Skoupý leží v katastrálním území Prašný Újezd o výměře 2,85 km².

## Název
V roce 1869 nesla název Skoupy, od roku 1880 se nazývá Skoupý.

## Historie
První písemná zmínka o vesnici pochází z roku 1799.
V oblasti na jižním okraji vesnice se nachází drobná uhelná pánev, ze které se v devatenáctém století třemi šachtami těžilo uhlí z hloubky dvanáct až dvacet metrů. V roce 1875 byly zásoby považovány za vytěžené, ale na přelomu devatenáctého a dvacátého století zde těžbu na krátkou dobu obnovil podnikatel Cajthaml.

## Obyvatelstvo
| Rok            | 1869 | 1880 | 1890 | 1900 | 1910 | 1921 | 1930 | 1950 | 1961 | 1970 | 1980 | 1991 | 2001 | 2011 | 2021 |
| -------------- | ---- | ---- | ---- | ---- | ---- | ---- | ---- | ---- | ---- | ---- | ---- | ---- | ---- | ---- | ---- |
| Počet obyvatel | 246  | 203  | 183  | 172  | 154  | 143  | 131  | 96   | 89   | 67   | 51   | 40   | 34   | 32   | 37   |
| Počet domů     | 30   | 30   | 29   | 29   | 28   | 29   | 28   | 27   | 25   | 23   | 20   | 21   | 22   | 20   | 22   |

## Obecní správa
Při sčítání lidu v letech 1869–1979 Skoupý byl částí obce Prašný Újezd, se kterým patřil nejprve do okresu Hořovice, ale v letech 1900–1979 v okrese Rokycany. Od 1. ledna 1980 je částí obce Mlečice v okrese Rokycany.

## Stavby
- Větrný mlýn, zanikl